# Arzon (plaats)
Arzon is een  gemeente in het Franse departement Morbihan (regio Bretagne). De plaats maakt deel uit van het arrondissement Vannes. De gemeente telde 2.272 inwoners op 1 januari 2022.
Het ligt op het schiereiland Rhuys, aan de opening van de Golf van Morbihan naar de Baai van Quiberon, tegenover Locmariaquer.

## Geografie
De oppervlakte van Arzon bedroeg op 1 januari 2022 8,93 vierkante kilometer; de bevolkingsdichtheid was toen 254,4 inwoners per km².

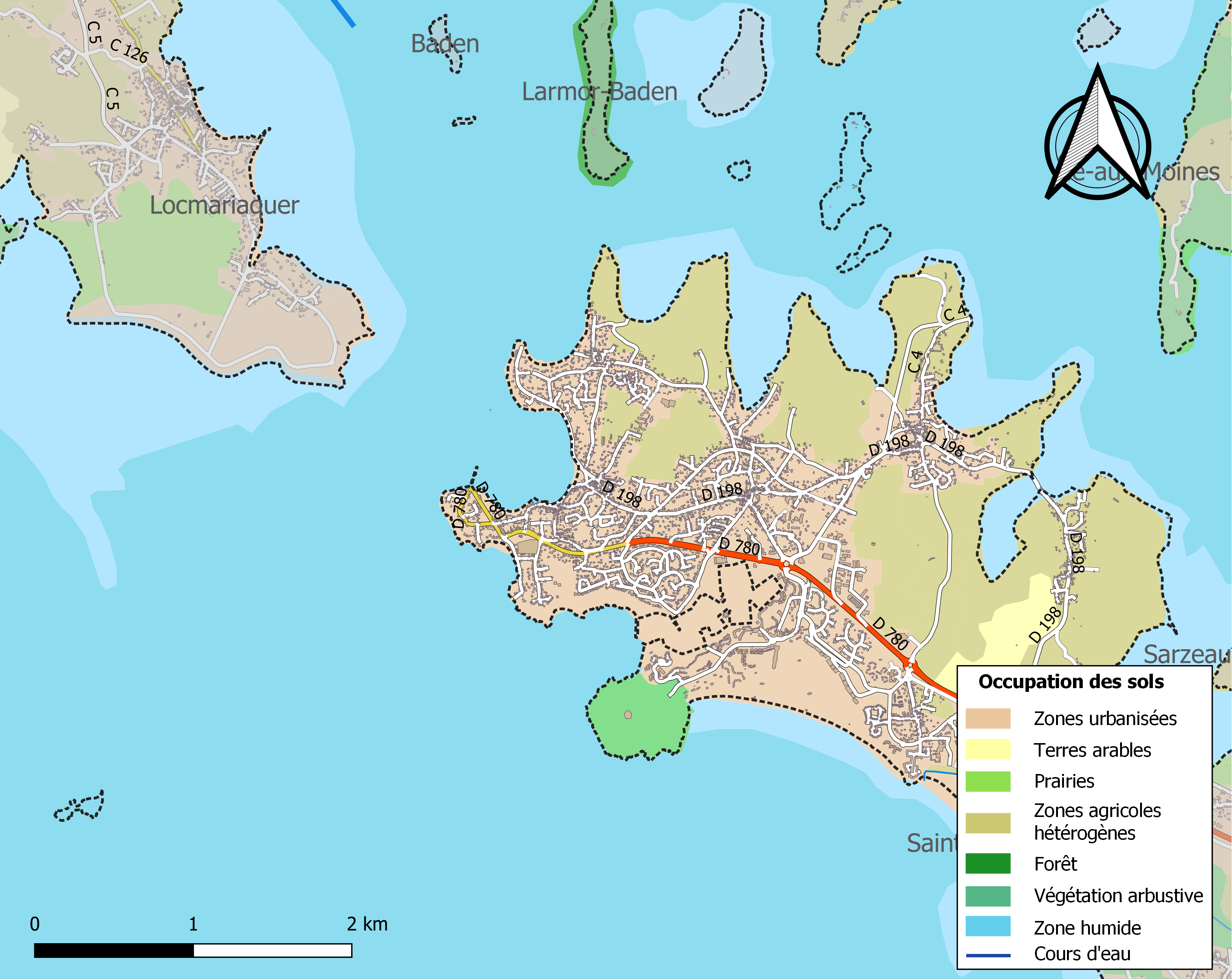
Kaart van de gemeente met de belangrijkste infrastructuur, bodemgebruik en omliggende gemeenten

## Demografie
Onderstaande figuur toont het verloop van het inwonertal, bron: INSEE-tellingen. 